# Narita
|  | Per a altres significats, vegeu «Aeroport Internacional de Narita». |

Narita (成田市, Narita-shi) és una ciutat de la prefectura de Chiba, al Japó. És el lloc on està situat l'Aeroport Internacional de Narita, el principal aeroport de Tòquio i el més gran del Japó.
El 2015 tenia una població estimada de 131.418 habitants. Té una àrea total de 213,84 km².

## Geografia
Narita està situada al nord de la prefectura de Chiba, a mig camí entre l'oceà Pacífic i la badia de Tòquio. El riu Tone voreja la ciutat pel nord, i els nuclis de població es troben al sud, on també es troba l'Aeroport de Narita.

## Història
L'àrea de Narita ha estat habitada des del període paleolític japonès. Arqueòlegs han trobat artefactes de més de 30.000 anys d'antiguitat on es troba l'aeroport de Narita. Degut a la posició de l'àrea a mig camí entre l'oceà Pacífic i la badia de Tòquio, fou un centre polític i comercial natural per a la regió, i guanyà importància com a destinació de pelegrinatge després de la fundació del temple budiste Shinsho-ji el 940 dC. Durant el període Heian, l'àrea fou el centre de la revolta de Taira Masakado. Durant el període Edo, l'àrea prosperà en forma de tenryō de la província de Shimōsa sota el control directe del shogunat Tokugawa.
Després de la restauració Meiji, l'àrea fou organitzada com un poble dins del districte d'Inba l'1 d'abril de 1889. Porcions de la ciutat foren destruïdes durant els bombardeigs la Segona Guerra Mundial el febrer i maig de 1945. El 31 de març de 1954 Narita esdevingué ciutat a través de la unió amb les viles veïnes de Habu, Nakago, Kuzumi, Toyosumi, Toyama i Kozu. El primer ministre Eisaku Sato planejà la construcció de l'aeroport el 1966. El desenvolupament de l'aeroport i serveis d'accés al centre de Tòquio implicaren un creixement residencial, comercial i industrial a la ciutat. No obstant, la construcció de l'aeroport fou àmpliament oposada, i demostracions violentes a finals dels anys 1960 i durant els anys 1970 tingueren lloc. L'Aeroport Internacional de Narita no fou innaugurat fins al 20 de maig de 1978.
El 27 de març de 2006 els pobles de Shimofusa i Taiei (del districte de Katori) foren annexats a Narita.